# عقيل (اسم)
عقيل هو اسم علم مذكر من أصل عربي، ومعناه هو تصغير عقيل.

## الأصل اللغوي
حسب معاجم اللغة العربية فإن عقيل مشتق من ع ق ل يعني العقل، المتثبت في الأمور، الذي يحبس نفسه ويردها عن هواها ، دُرر البحر الكبيرة الصافية، سيد القوم، وما يُعقل برباط مادي أو معنوي. وعَقِيْلَةُ القوم: سيِّدهم وأكرمهم، والعَقِيْلَةُ من النساء: الكريمة، النفيسة، الزوجة، والدُّرَّة. قال المتنبي:

## شخصيات تحمل الاسم
- عقيل أحمد (لاعب كركيت باكستاني، 1 أكتوبر 1982 – )
- عقيل أحمد (14 يوليو 1987 – )
- عقيل الطريحي (سياسي، 1964 – )
- عقيل بلغيث (لاعب كرة قدم سعودي، 15 مارس 1987[4] – )
- عقيل بن أبي طالب (صحابي من صحابة الرسول مُحمَّد ومن آل بيته، وأخ عليّ بن أبي طالب وجعفر بن أبي طالب، ووالد مُسلم بن عقيل، 590 – 670)
- عقيل بن محمد البدر (1973 – )
- عقيل بور انصاري (لاعب كرة قدم إيراني)
- عقيل جابر (لاعب كرة قدم كويتي)
- عقيل خان (لاعب كرة مضرب باكستاني، 30 يناير 1980 – )
- عقيل زيلع (لاعب كرة قدم سعودي، 5 نوفمبر 1994 – )

## وصلات خارجية
- موسوعة السلطان قابوس لأسماء العرب نسخة محفوظة 5 أبريل 2019 على موقع واي باك مشين.